# Symplocos ovata
Symplocos ovata är en tvåhjärtbladig växtart som beskrevs av B. Ståhl. Symplocos ovata ingår i släktet Symplocos och familjen Symplocaceae. Inga underarter finns listade i Catalogue of Life.